# Metagonia jamaica
Metagonia jamaica är en spindelart som beskrevs av Willis J. Gertsch 1986. Metagonia jamaica ingår i släktet Metagonia och familjen dallerspindlar.
Artens utbredningsområde är Jamaica. Inga underarter finns listade i Catalogue of Life.